# Saint-Christophe-du-Ligneron
 Saint-Christophe-du-Ligneron  es una población y comuna francesa, en la región de Países del Loira, departamento de Vendée, en el distrito de Les Sables-d'Olonne y cantón de Palluau.

## Demografía
| 1532 | 1407 | 1390 | 1449 | 1434 | 1630 |
| Para los censos de 1962 a 1999 la población legal corresponde a la población sin duplicidades (Fuente: INSEE [Consultar]) |      |      |      |      |      |